# Mirko Ramovš
Mirko Ramovš, slovenski etnokoreolog, * 5. oktober 1935, Ljubljana, Slovenija, † 19. maj 2023, Ljubljana.

## Življenje
Leta 1954 je maturiral na klasični gimnaziji v Ljubljani, leta 1960 pa diplomiral na slavističnem oddelku Filozofske fakultete v Ljubljani. Vseskozi je deloval (od 1986 kot strokovni svetnik) na Glasbenonarodopisnem inštitutu, ki je bil v obdobju 1972-94 sekcija za glasbeno narodopisje v sklopu Inštituta za slovensko narodopisje (ZRC) SAZU, katerega upravnik je bil v letih 1985-90). Med letoma 1965 in 2010 je bil umetniški vodja Akademske folklorne skupine France Marolt. Na Oddelku za etnologijo in kulturno antropologijo Filozofske fakultete v Ljubljani je bil dolgoletni predavatelj ljudskih plesov.

## Delo
Napisal je preko 50 koreografij slovenskih ljudskih plesov.
- Plesat me pelji (1980) - antologija slovenskih ljudskih plesov,
- Polka je ukazana
  - I. del plesi z Gorenjske, Dolenjske in Notranjske (1992),
  - II. del plesi iz Bele krajine in s Kostela (1995),
  - III. del plesi iz Prekmurja in s Porabja (1996).

## Odlikovanja in nagrade
Prejel je red zaslug za narod s srebrno zvezdo (1974), nagrado Kidričevega sklada (1981), Slovensko folklorno priznanje (1984), Župančičevo nagrado (1989), Murkovo priznanje (1995), leta 1998 je prejel častni znak svobode Republike Slovenije »za dolgoletno znanstveno delo ter za zasluge pri popularizaciji slovenskega plesnega ljudskega izročila, še posebej za dolgoletno ustvarjalno vodenje AFS France Marolt«, zlati znak ZRC SAZU (2001), Zoisovo nagrado za življenjsko delo na poročju etnokoreologije (2002) in Štrekljevo nagrado (2009).